# Церковь Святого Николая (Страсбург)
Церковь Святого Николая в Страсбурге (иногда «Сен-Николас»; фр. Église Saint-Nicolas de Strasbourg, нем. Nikolaikirche Straßburg) — протестантская церковь, расположенная на одноимённой набережной города Страсбург (Эльзас, Гранд-Эст); впервые упоминается в документах за 1182 год как храм, посвящённый Марии Магдалине; современное готическое здание было построено в период с 1387 по 1454 год, а колокольня была возведена в 1585 году; интерьер был переработан в XVII веке и дополнен в 1905 году; является историческим памятником. Викарием церкви являлся Альберт Швейцер.

## История и описание
Церковь Святого Николая в Страсбурге впервые упоминается в документах за 1182 год как небольшой храм, посвящённый Марии Магдалине: нынешнее готическое здание было построено в период с 1387 по 1454 год, а в 1585 году к нему была достроена башня-колокольня с остроконечным шпилем. Интерьер храма был значительно переработан в XVII веке (сохранились фрагменты фресок XV века), а в 1905 году архитектор Эмиль Саломон добавил к зданию восточный фасад и ризницу. Орган, построенный братьями Готфридом и Андреасом Зильберманами в 1707 году, был демонтирован в 1967 году.
Жан Кальвин впервые проповедовал в данной церкви 8 сентября 1538 года, а затем провел здесь службу для небольшой франкоговорящей общины, состоявшей из гугенотов, бежавших из Франции. Альберт Швейцер служил в храме викарием: здесь, в период с 1898 по 1913 год, он создал свои «Страсбургские проповеди»; уже после Первой мировой войны, с 1918 по 1921 год, он снова являлся местным викарием.